# Ciclismo nos Jogos Olímpicos de Verão de 2020 - Omnium feminino
A prova do omnium feminino do ciclismo nos Jogos Olímpicos de Verão de 2020 ocorreu em 8 de agosto de 2021 no Velódromo de Izu, em Izu, Shizuoka. Um total de 21 ciclistas, cada uma representando um Comitê Olímpico Nacional (CON), participaram do evento.

## Qualificação
Cada Comitê Olímpico Nacional (CON) poderia inscrever até uma ciclista no omnium. As vagas são atribuídas ao CON, que seleciona as ciclistas. A qualificação se deu inteiramente através do ranking de nações da União Ciclística Internacional (UCI) de 2018–20, com os oito melhores CONs no ranking do madison (ainda não qualificados pela perseguição por equipes) se classificando diretamente para entrar no madison, além de ganhar uma vaga no omnium. Havia outras 13 vagas disponíveis no omnium com base no ranking da modalidade; os CONs qualificados por meio do madison não eram elegíveis. Cada continente foi garantido com pelo menos um lugar no omnium.

## Formato
O omnium é um evento múltiplo, constituído de quatro tipos diferentes de corridas. O formato mudou significativamente com relação a 2016, com três dos seis tipos de corrida removidos e um substituto adicionado. A vencedora da prova é a ciclista que obtiver mais pontos nas quatro corridas. Em cada corrida, a vencedora ganha 40 pontos, a ciclista em segundo lugar, 38, a ciclista em terceiro lugar, 36 e assim por diante. A corrida final tem regras especiais de pontuação. As corridas no omnium são:
- Scratch: corrida de largada em massa; a primeiro a terminar é a vencedora. A distância é de 7,5 km (30 voltas).
- Contrarrelógio: nova corrida introduzida para 2020. A distância é de 7,5 km (30 voltas). Após as primeiras 5 voltas, a vencedora de cada volta ganha 1 ponto. Dar uma volta nas adversárias soma 20 pontos. A vencedora da corrida é a ciclista com mais pontos (os pontos ganhos no contrarrelógio não contam para o omnium total; eles são usados apenas para classificar as ciclistas na corrida).
- Corrida de eliminação: a cada 2 voltas, a última colocada é eliminada.
- Corrida por pontos: corrida de 20 km (80 voltas) de pontos, com pontos ganhos por sprints (5/3/2/1, a cada 10 voltas com o dobro de pontos para o sprint final) e por volta nas adversárias (20 pontos).

## Calendário
Horário local (UTC+9)
| Data                | Tempo                   | Fase                                                            |
| ------------------- | ----------------------- | --------------------------------------------------------------- |
| 8 de agosto de 2021 | 10:00 10:45 11:26 12:25 | Scratch Contrarrelógio Corrida de eliminação Corrida por pontos |

## Medalhistas
| Ouro   | USA Jennifer Valente |
| Prata  | JPN Yumi Kajihara    |
| Bronze | NED Kirsten Wild     |

## Resultados

### Scratch
Disputa com início as 10:00 locais.
| Pos. | Ciclista           | CON                | Voltas atrás | Pts evento |
| ---- | ------------------ | ------------------ | ------------ | ---------- |
| 1    | Jennifer Valente   | USA Estados Unidos |              | 40         |
| 2    | Yumi Kajihara      | JPN Japão          |              | 38         |
| 3    | Annette Edmondson  | AUS Austrália      |              | 36         |
| 4    | Anita Stenberg     | NOR Noruega        |              | 34         |
| 5    | Kirsten Wild       | NED Países Baixos  |              | 32         |
| 6    | Maria Martins      | POR Portugal       |              | 30         |
| 7    | Allison Beveridge  | CAN Canadá         |              | 28         |
| 8    | Amalie Dideriksen  | DEN Dinamarca      |              | 26         |
| 9    | Holly Edmondston   | NZL Nova Zelândia  |              | 24         |
| 10   | Liu Jiali          | CHN China          |              | 22         |
| 11   | Tatsiana Sharakova | BLR Bielorrússia   |              | 20         |
| 12   | Maria Novolodskaya | ROC                |              | 18         |
| 13   | Lotte Kopecky      | BEL Bélgica        | DNF          | 16         |
| 13   | Laura Kenny        | GBR Grã-Bretanha   | DNF          | 16         |
| 13   | Elisa Balsamo      | ITA Itália         | DNF          | 16         |
| 13   | Daria Pikulik      | POL Polônia        | DNF          | 16         |
| 13   | Clara Copponi      | FRA França         | DNF          | 16         |
| 13   | Olivija Baleišytė  | LTU Lituânia       | DNF          | 16         |
| 13   | Ebtissam Mohamed   | EGY Egito          | DNF          | 16         |
| 13   | Emily Kay          | IRL Irlanda        | DNF          | 16         |
| 13   | Pang Yao           | HKG Hong Kong      | DNF          | 16         |

### Contrarrelógio
Disputa com início as 10:45 locais.
| Pos. | Ciclista           | CON                | Pontos | Pts evento |
| ---- | ------------------ | ------------------ | ------ | ---------- |
| 1    | Laura Kenny        | GBR Grã-Bretanha   | 7      | 40         |
| 2    | Kirsten Wild       | NED Países Baixos  | 3      | 38         |
| 3    | Jennifer Valente   | USA Estados Unidos | 3      | 36         |
| 4    | Anita Stenberg     | NOR Noruega        | 1      | 34         |
| 5    | Yumi Kajihara      | JPN Japão          | 1      | 32         |
| 6    | Amalie Dideriksen  | DEN Dinamarca      | 1      | 30         |
| 7    | Liu Jiali          | CHN China          | 0      | 28         |
| 8    | Maria Martins      | POR Portugal       | 0      | 26         |
| 9    | Clara Copponi      | FRA França         | –17    | 24         |
| 10   | Elisa Balsamo      | ITA Itália         | –18    | 22         |
| 11   | Allison Beveridge  | CAN Canadá         | –18    | 20         |
| 12   | Annette Edmondson  | AUS Austrália      | –18    | 18         |
| 13   | Emily Kay          | IRL Irlanda        | –19    | 16         |
| 14   | Holly Edmondston   | NZL Nova Zelândia  | –20    | 14         |
| 15   | Tatsiana Sharakova | BLR Bielorrússia   | –20    | 12         |
| 16   | Maria Novolodskaya | ROC                | –20    | 10         |
| 17   | Olivija Baleišytė  | LTU Lituânia       | –40    | 8          |
| 18   | Ebtissam Mohamed   | EGY Egito          | –40    | 6          |
| 19   | Pang Yao           | HKG Hong Kong      | –40    | 4          |
| 20   | Lotte Kopecky      | BEL Bélgica        | DNF    | 0          |
| 20   | Daria Pikulik      | POL Polônia        | DNF    | 0          |

### Corrida de eliminação
Disputa com início as 11:26 locais.
| Pos. | Ciclista           | CON                | Pts evento |
| ---- | ------------------ | ------------------ | ---------- |
| 1    | Clara Copponi      | FRA França         | 40         |
| 2    | Yumi Kajihara      | JPN Japão          | 38         |
| 3    | Amalie Dideriksen  | DEN Dinamarca      | 36         |
| 4    | Jennifer Valente   | USA Estados Unidos | 34         |
| 5    | Maria Martins      | POR Portugal       | 32         |
| 6    | Olivija Baleišytė  | LTU Lituânia       | 30         |
| 7    | Allison Beveridge  | CAN Canadá         | 28         |
| 8    | Anita Stenberg     | NOR Noruega        | 26         |
| 9    | Emily Kay          | IRL Irlanda        | 24         |
| 10   | Holly Edmondston   | NZL Nova Zelândia  | 22         |
| 11   | Kirsten Wild       | NED Países Baixos  | 20         |
| 12   | Maria Novolodskaya | ROC                | 18         |
| 13   | Laura Kenny        | GBR Grã-Bretanha   | 16         |
| 14   | Liu Jiali          | CHN China          | 14         |
| 15   | Elisa Balsamo      | ITA Itália         | 12         |
| 16   | Pang Yao           | HKG Hong Kong      | 10         |
| 17   | Ebtissam Mohamed   | EGY Egito          | 8          |
| 18   | Annette Edmondson  | AUS Austrália      | 6          |
| 19   | Tatsiana Sharakova | BLR Bielorrússia   | 4          |

### Corrida por pontos e classificação final
Disputa com início as 12:25 locais com a definição dos medalhistas.
| Pos.              | Ciclista           | CON                | SR | CR  | CE          | Subtotal    | Pts sprint  | Pts volta   | Ordem final | Pts total |
| ----------------- | ------------------ | ------------------ | -- | --- | ----------- | ----------- | ----------- | ----------- | ----------- | --------- |
| Medalha de ouro   | Jennifer Valente   | USA Estados Unidos | 40 | 36  | 34          | 110         | 14          | 0           | 2           | 124       |
| Medalha de prata  | Yumi Kajihara      | JPN Japão          | 38 | 32  | 38          | 108         | 2           | 0           | 11          | 110       |
| Medalha de bronze | Kirsten Wild       | NED Países Baixos  | 32 | 38  | 20          | 90          | 18          | 0           | 3           | 108       |
| 4                 | Amalie Dideriksen  | DEN Dinamarca      | 26 | 30  | 36          | 92          | 11          | 0           | 16          | 103       |
| 5                 | Anita Stenberg     | NOR Noruega        | 34 | 34  | 26          | 94          | 3           | 0           | 4           | 97        |
| 6                 | Laura Kenny        | GBR Grã-Bretanha   | 16 | 40  | 16          | 72          | 24          | 0           | 1           | 96        |
| 7                 | Maria Martins      | POR Portugal       | 30 | 26  | 32          | 88          | 7           | 0           | 5           | 95        |
| 8                 | Clara Copponi      | FRA França         | 16 | 24  | 40          | 80          | 5           | 0           | 7           | 85        |
| 9                 | Allison Beveridge  | CAN Canadá         | 28 | 20  | 28          | 76          | 2           | 0           | 13          | 78        |
| 10                | Holly Edmondston   | NZL Nova Zelândia  | 24 | 14  | 22          | 60          | 7           | 0           | 8           | 67        |
| 11                | Liu Jiali          | CHN China          | 22 | 28  | 14          | 64          | 1           | 0           | 9           | 65        |
| 12                | Annette Edmondson  | AUS Austrália      | 36 | 18  | 6           | 60          | 1           | 0           | 6           | 61        |
| 13                | Emily Kay          | IRL Irlanda        | 16 | 16  | 24          | 56          | 0           | 0           | 15          | 56        |
| 14                | Elisa Balsamo      | ITA Itália         | 16 | 22  | 12          | 50          | 0           | 0           | 10          | 50        |
| 15                | Maria Novolodskaya | ROC                | 18 | 10  | 18          | 46          | 4           | 0           | 12          | 50        |
| 16                | Tatsiana Sharakova | BLR Bielorrússia   | 20 | 12  | 4           | 36          | 0           | 0           | 14          | 36        |
| 17                | Olivija Baleišytė  | LTU Lituânia       | 16 | 8   | 30          | 54          | 0           | –20         | 17          | 34        |
| 18                | Ebtissam Mohamed   | EGY Egito          | 16 | 6   | 8           | 30          | 0           | –20         | DNF         | –         |
| 18                | Pang Yao           | HKG Hong Kong      | 16 | 4   | 10          | 30          | 0           | –40         | DNF         | –         |
| 20                | Lotte Kopecky      | BEL Bélgica        | 16 | DNF | Não começou | Não começou | Não começou | Não começou | DNS         | –         |
| 20                | Daria Pikulik      | POL Polônia        | 16 | DNF | Não começou | Não começou | Não começou | Não começou | DNS         | –         |